# نيوآرك (نيو جيرسي)
نيوآرك هي مدينة في ولاية نيوجيرسي في الولايات المتحدة الأمريكية وتقع نيوآرك على بعد8 كلم غرب مانهاتن وعلى بعد 3 كلم إلى الشمال من جزيرة ستاتين نيوارك كان في الأصل تشكلت بلدة على 31 تشرين الأول / أكتوبر 1693 وطبقا لإحصاءات الولايات المتحدة فان عدد سكان المدينة قدبلغ 281000 عام 2007 وذلك بزيادة 2.9% عن عام 2000 وهي اضخم مدن ولاية نيوجيرسى يليها جيرسى سيتى وتوجد بها جامعه نيوجيرسى للتقنيه NJIT وجامعه الطب التقويمى.ويوجد بها بها شبكه موصلات كبيرة متصله بمعظم أنحاء الولاية

## مناخ
مناخ نيوارك شبه استوائي, بارد في الشتاء وحار جدا في الصيف, قربها من المحيط له تاثر لطيف على جوها. متوسط درجة الحرارة في يناير هو 31.3 درجة فهرنهايت (-0.4 درجة مئوية) وتبقى درجات الحرارة تنخفض
وصولا إلى 15 درجة فهرنهايت (-9.4 درجة مئوية) الا انه نادرا ما تنخفض درجات الحرارة إلى 0 درجة فهرنهايت (-18 درجة مئوية). يصل مستوى هطول الأمطار في نيوارك إلى معدل يتراوح من 2،9 حتي 4،7 بوصة (74 حتي 119 ملم),

## توأمة
لنيوآرك (نيو جيرسي) اتفاقيات توأمة مع كل من:
- ريو دي جانيرو [14]
- كوماسي [14]
- أفيرو [14]
- سانتا أوتشيا دي ريبيرا
- بوينس آيرس
- بانجول [14]
- كنجه [14]
- شوزهو (21 أبريل 1993 - )[14]
- بيلو هوريزونتي (2006 - )[14]
- دوالا [14]
- فريبورت [14]
- غوفيرنادور فالاداريس [14]
- مونروفيا [14]
- بورتو أليغري [14]
- Reserva, Paraná [الإنجليزية]‏ [14]
- Seia [الإنجليزية]‏ [14]
- Umuaka [الإنجليزية]‏ (20 يونيو 2007 - )[14]
- تايبيه (1984 - )

## أعلام
- فيليب روث
- روبرت باترسون ب.
- أميري بركة
- جيري لويس
- فردريك تيودور فريلينغهسين
- ويتني هيوستن
- شاكيل أونيل
- آرون بور
- جون هولاند
- ويليام صامويل هنسون